# Сендвелл
Сендвелл (англ. Sandwell) — столичний район графства Західний Мідленд в Англії. Район названий на честь монастиря Сендвелл і охоплює густонаселену частину агломерації Вест Мідлендс. Згідно з Радою столичного округу Сендвелл, район складається з шести об’єднаних міст: Олдбері, Роулі Регіс, Сметвік, Тіптон, Ведсбері та Вест-Бромвіч, хоча ці місця складаються з численних менших поселень і місцевостей. Стратегічний центр міста Сендвелла позначається як Вест Бромвіч, найбільше місто в районі, тоді як Будинок ради Сендвелла (штаб-квартира місцевої влади) розташований в Олдбері. У 2019 році Сендвелл посідав 12-е місце серед 317 районів Англії, які мають найбільше злиднів.

## Освіта

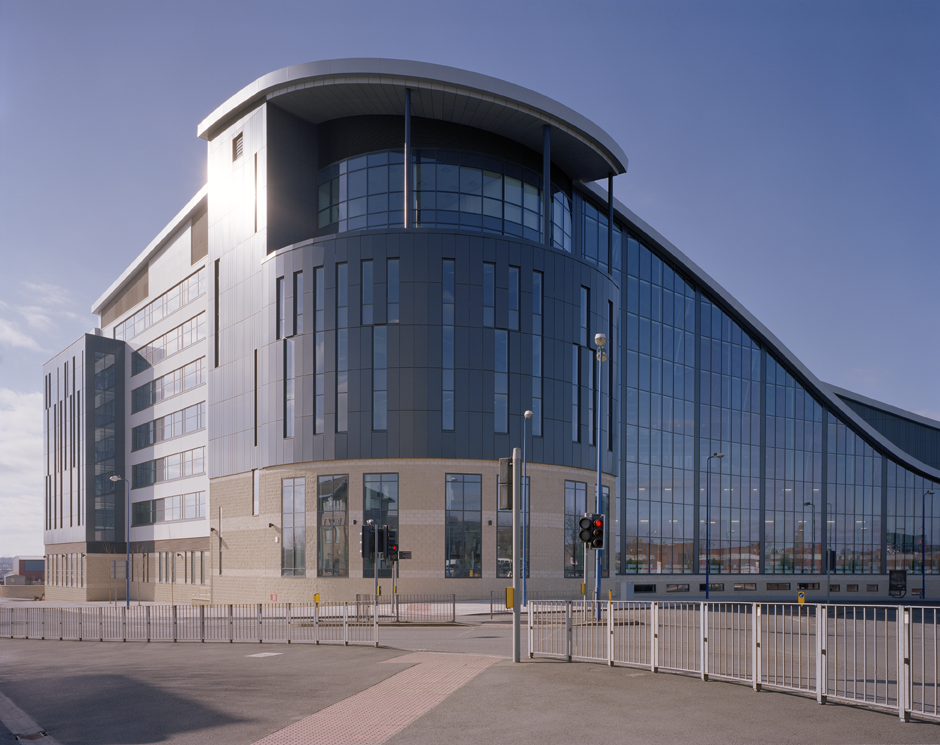
Коледж Сендвелла у Вест-Бромвічі

Сендвелл є домом для майже 100 початкових шкіл, 25 середніх шкіл, 4 спеціальних шкіл і 1 коледжу.
Єдиний коледж подальшої освіти в районі, Коледж Сендвелла, був відкритий у вересні 1986 року після злиття Коледж Варлі і Коледж Вест Бромвіч. Спочатку він був заснований у старих будівлях коледжу Уорлі на Паунд-роуд, Олдбері та будівлях коледжу Вест-Бромвіч на Вест-Бромвіч-Хай-стріт, а також у будівлі в центрі міста Сметвік, але переїхав до нового кампусу в місці в місті Вест-Бромвіч. центру у вересні 2012 року. У 2004 році обтяжений боргами Коледж Сендвелла підлягав поліцейському розслідуванню.